# Sør-Trøndelag
 je bila norveška administrativna regija (fylke), ki je mejila na Nord-Trøndelag, Møre og Romsdal, Oppland in Hedmark. Proti zahodu je Norveško morje (Atlantik), proti vzhodu pa Švedska. Več kot polovica prebivalstva okrožja živi v Trondheimu. Norveško narečje tega območja se imenuje trøndersk.
1. januarja 2018 je bil s sosednjo regijo Nord-Trøndelag združen v enotni Trøndelag, skladno z rezultati referenduma.

## Občina
Sor-Trøndelag je imel skupno 25 občin:
| 1. Åfjord 2. Agdenes 3. Bjugn 4. Frøya 5. Hemne 6. Hitra 7. Holtålen 8. Klæbu 9. Malvik 10. Meldal 11. Melhus 12. Midtre Gauldal 13. Oppdal | 1. Orkdal 2. Ørland 3. Osen 4. Rennebu 5. Rissa 6. Roan 7. Røros 8. Selbu 9. Skaun 10. Snillfjord 11. Trondheim 12. Tydal |